# Bengt Carenborg
Bengt Gunnar Ernesto Carenborg, född 9 februari 1924 i Engelbrekts församling i Stockholm, död 30 mars 2011, var en svensk skådespelare.

## Filmografi
- 1942 – Lågor i dunklet
- 1944 – Hets
- 1944 – Örnungar
- 1946 – Rötägg

### Fotnoter
1. ↑  Skogskyrkogården, kvarter 45, gravnummer 1016, läst 2014-04-06.
2. ↑  ”Bengt Carenborg”. Svensk Filmdatabas. http://www.sfi.se/sv/svensk-filmdatabas/Item/?type=PERSON&itemid=61816&ref=%2ftemplates%2fSwedishFilmSearchResult.aspx%3fid%3d1225%26epslanguage%3dsv%26searchword%3dBengt+Carenborg%26type%3dPerson%26match%3dBegin%26page%3d1%26prom%3dFalse. Läst 19 februari 2013.